# L’Escole des Filles

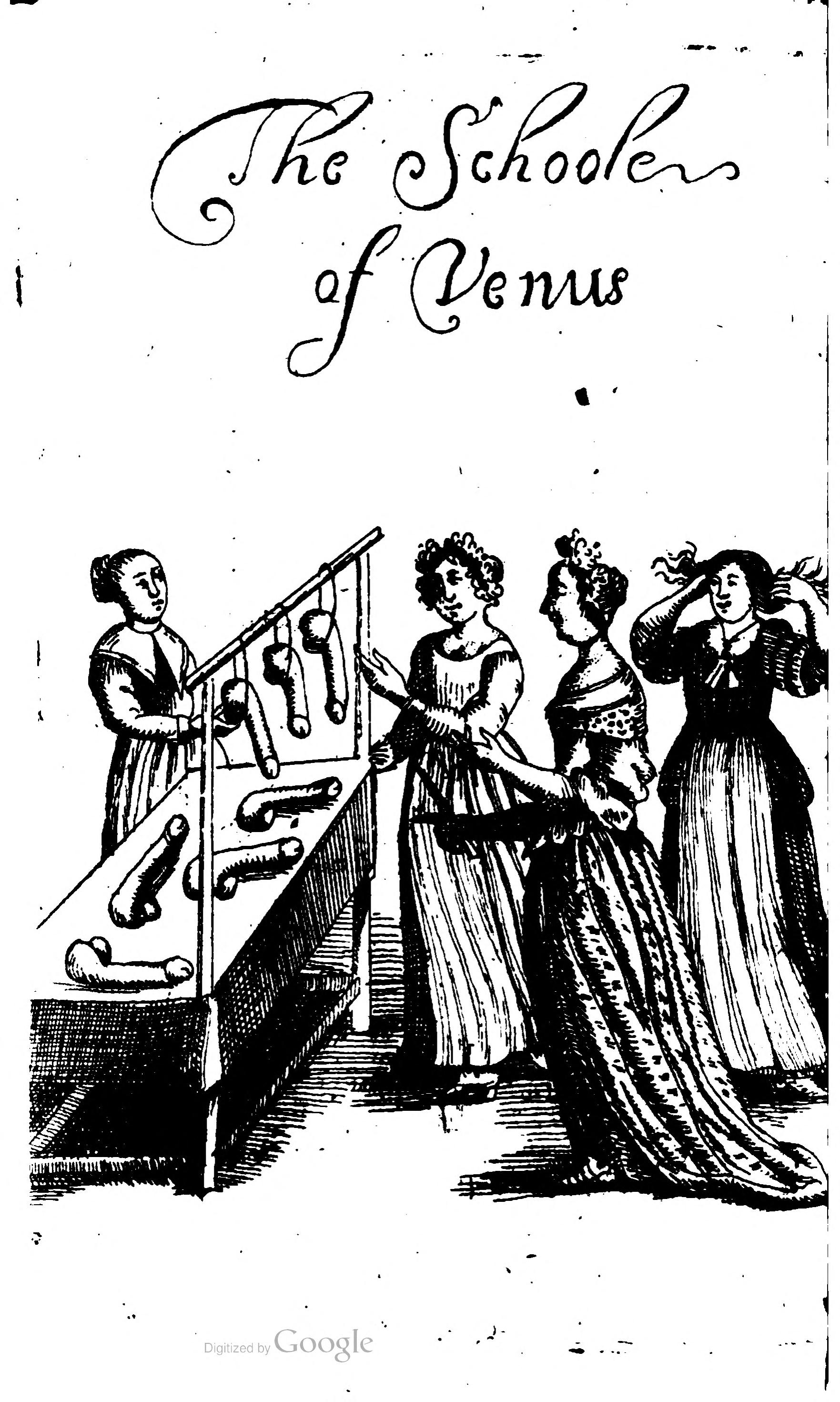
The School of Venus (1680, frontispiece)

L’Escole des Filles eller L’Escole des Filles ou la Philosophie des dames är en erotisk roman och en sexhandbok, skriven av en okänd författare och utgiven för första gången i Paris år 1655. Den betraktas som en klassiker inom erotisk litteratur, och har sedan 1655 utgetts många gånger i både Frankrike och andra länder. Den betraktas som Frankrikes första bok i denna genre. I boken diskuterar två kvinnliga kusiner sexuella tekniker, sexuell moral och tar upp frågor som sadomasochism, preventivmedel och äktenskap. Den tillhörde under sekel den illegala litteraturen i de länder där den utgavs. 